# Rurubufloden

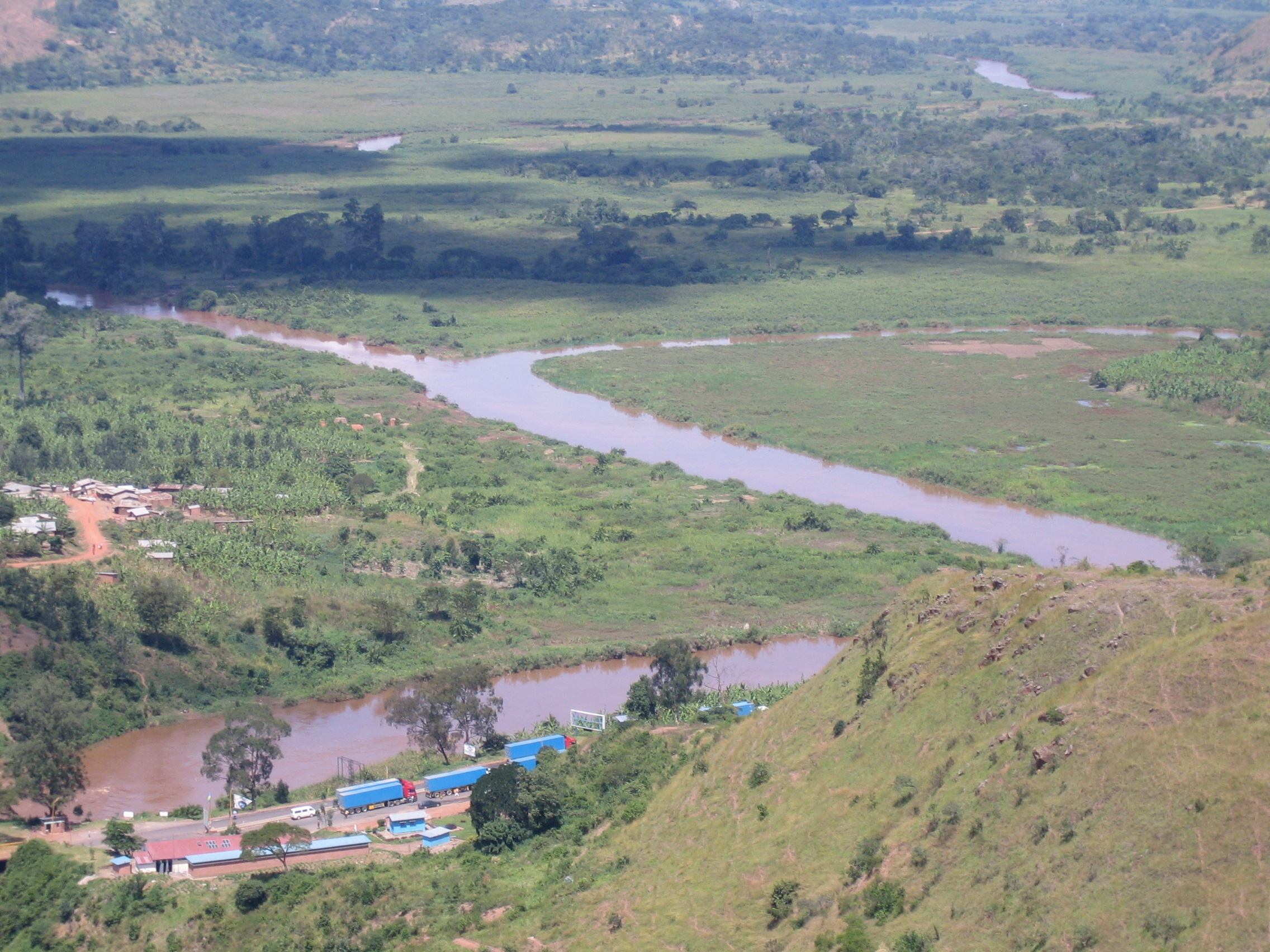
Rurubuflodens sammanflöde med Kagerafloden. Rurubufloden uppe till vänster.

Rurubufloden (även Ruvubufloden eller Ruvuvufloden) är en flod i centrala Afrika som är runt 300 kilometer lång. Den har sina källor i norra Burundi i närheten av orten Kayanza; dess lopp bildar en båge söderut genom Burundi och i närheten av Gitega flyter Ruvyironzafloden ut i Rurubufloden. Därefter vänder Rurubufloden åt nordöst och rinner genom Ruvubu nationalpark fram till gränsen för Tanzania och utgör ett kort stycke gränsflod innan den fortsätter in i Tanzania. Floden rinner slutligen ut i Kagerafloden i närheten av gränsen mellan Tanzania och Rwanda vid Rusumofallen.